# Gun.Smoke
Gun.Smoke est un jeu vidéo développé et édité par Capcom. Il s'agit d'un shoot them up de type run and gun bâti sur le même modèle que 1942 (l'avion chasseur laissant ici la place à un chasseur de primes). Il est sorti en 1985 sur système d'arcade Commando. Il se déroule dans un décor de western où le personnage principal, un chasseur de primes nommé Billy Bob, poursuit de dangereux criminels,.

## Système de jeu
Le jeu consiste à diriger le valeureux cowboy en évitant qu'il ne se fasse tuer tout en éliminant les ennemis présents sur le tableau et en collectant divers objets. Le tir est tri-directionnel sur certaines bornes (tir droit, tir à 45° à gauche et tir à 45° à droite) et bi-directionnel (tir droit et tir bilatéral) sur les bornes ne comportant que deux boutons de tir. 
Le jeu comporte dix niveaux qui défilent en scrolling vertical, divisés en trois sections. À chaque échec (à la suite d'un tir ennemi, une explosion de dynamite proche, un assaut de "jumper" ou encore le piétinement par un taureau), le jeu reprend en début de section. Le sixième niveau est d'une longueur triple et comporte donc neuf sections, le  boss, le chef indien Wolf Chief Shot Gun, ne faisant qu'une apparition en demeurant intouchable à la fin des troisième et sixième sections. 

### Objets collectibles
Les objets à collecter afin d'améliorer les capacités du héros sont réparties en trois catégories:
- Les bottes: augmentent la vitesse de déplacement
- La carabine: augmente la portée du tir
- Les cartouches: augmentent la puissance du tir

À chaque objet collecté, la capacité correspondante est incrémentée avec un maximum de cinq unités, chaque perte de vie en supprimant une dans chaque catégorie. À partir du sixième niveau, les crânes à cornes réduisent également d'une unité chaque catégorie.
Classiquement, on retrouve également des objets augmentant le score (sacs, bouteilles, vaches, étoiles, libellules). Seules deux vies supplémentaires sont dissimulées au sixième niveau et une au neuvième. À chaque début de section finale un cheval est disponible qui, une fois enfourché offre une résistance de deux coups reçus avant de disparaître.

### Les boss
Les boss à  affronter ont des noms composés avec leur arme respective. Leur barre de vie comporte entre quatre et huit sections qui nécessitent chacune un nombre variable de coups portés pour être décrémentées suivant la difficulté du boss; le joueur affronte ainsi successivement:
- Master Winchester (carabine)
- Roy Knife (poignards)
- Ninja Darts (shurikens)
- Cutter Boomerang (boomerangs)
- Pig Joe Dynamite (dynamite + boule d'énergie)
- Wolf Chief Shot Gun (fusil)
- Goldsmith Double Rifle (fusils)
- Los Pubro Double Pistol (pistolets)
- Fat Man Machine Gun (mitraillette)
- Wingate Family Machinegun & Rifle (fusils et mitrailleuse, boss triple, seul le barbu central représentant une réelle difficulté)

## Portages
Gun.Smoke a été porté sur de nombreux systèmes :
- MSX
- PlayStation 2, PlayStation Portable et Xbox dans la compilation Capcom Classics Collection
- PlayStation et Sega Saturn dans la compilation Capcom Generations - Blazing Guns
- IBM PC dans la collection Capcom Arcade Hits 3
- Amstrad CPC
- ZX Spectrum
- Nintendo Entertainment System et Famicom Disk System

Il porte le nom Desperado sur certaines plates-formes.

## À noter
- Le titre Gun.Smoke fait référence à la série télévisée et radiophonique Gunsmoke (le point a été ajouté au titre du jeu car il s'agissait d'une marque déposée). Mise à part leur histoire se déroulant dans un cadre de Western, la série et le jeu n'ont aucun point commun.
- Le nom du quatrième boss, Cutter Boomerang fait référence au Boomerang Cutter qui est une arme de Megaman, série de jeux vidéo développée par Capcom.